# Jonathan Livingston Seagull (album)
Jonathan Livingston Seagull est la bande originale du film américain de 1973 Jonathan Livingston Seagull, enregistré par l'auteur-compositeur-interprète Neil Diamond et produit par Tom Catalano (en). L'album est sorti sous le label Columbia Records, les débuts de Diamond pour ce label après l'expiration de son contrat avec la filiale Uni de MCA Records, et il a rapporté plus que le film lui-même. C'est le neuvième album studio de Diamond, et son premier après le live à succès Hot August Night (en) de 1972. Il a remporté le Grammy de 1974 de la meilleure partition originale écrite pour un film ou une émission spéciale. 

## Liste des chansons
| 1. | Prologue           | And here begins our story – the sky, the sea, the flock.                                                                                  | 3:19 |
| 2. | Be                 | Introduction of Jonathan – his flight and fall.                                                                                           | 6:28 |
| 3. | Flight of the Gull | Jonathan is carried to the heights of ambition, and to near catastrophe.                                                                  | 2:23 |
| 4. | Dear Father        | Battered, and near death, Jonathan asks for reasons.                                                                                      | 5:12 |
| 5. | Skybird            | Returning home to show what he has learned, his acrobatics only serve to anger the flock elders. He is put on trial, and forever…outcast. | 1:12 |
| 6. | Lonely Looking Sky | Alone and adrift. | 3:12 |

| 1. | The Odyssey (Be – Lonely Looking Sky – Dear Father) | And so begins a journey, an odyssey, a test of the spirit.         | 9:28 |
| 2. | Anthem                                              | "Transcend, purify, glorious."                                     | 3:03 |
| 3. | Be                                                  | Jonathan returns to teach the flock.                               | 1:06 |
| 4. | Skybird                                             | The lesson                                                         | 2:18 |
| 5. | Dear Father                                         | Rebuked again by the elders, Jonathan attempts to rally the flock. | 1:14 |
| 6. | Be                                                  | Recapitulation and farewell to Fletcher                            | 3:26 |

## Classement musical
L'album précédent de Neil Diamond "Serenade" et "Jonathan Livingston Seagull" ont gagné 27 disques d'or combinés en Australie. En septembre 1976, la bande originale remporta un plus grand succès que le film et elle rapporta 12 millions de dollars (le film rapporta 2 millions de dollars).

## Production
- Contenu produit par Tom Catalano (en)
- Conçu par Armin Steiner
- Directeur artistique exécutif: Ron Coro
- Direction artistique et design: David Larkham, Michael Ross
- Conception d'album et photographie: Ed Caraeff
- Photo de portrait de couverture intérieure par Tom Burke